# Real Pósito de Madrid

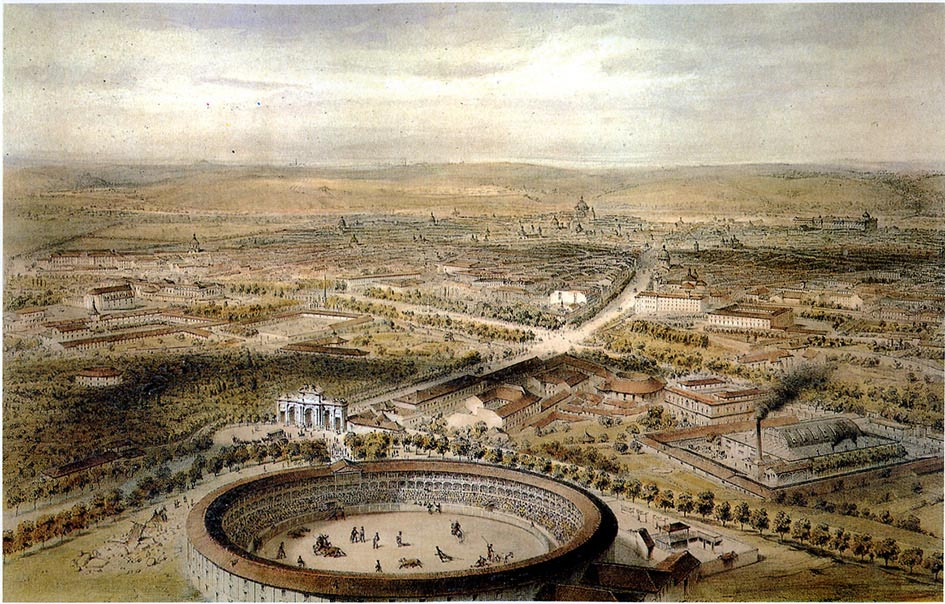
La plaza de toros de la Puerta de Alcalá, en una vista aérea del Madrid de 1854 dibujada por el grabador, litógrafo y arquitecto francés Alfred Guesdon. Se aprecian, además, el Palacio del Retiro, la Puerta de Alcalá y, a su derecha, el Real Pósito.

El Real Pósito de Madrid (denominado también Real Pósito de la Villa de Madrid) fue un conjunto de edificaciones que poseía la ciudad de Madrid. Este conjunto de edificios respondía a funciones diversas como almacén de cereales (pósito), mercado de harinas (alhóndigas), molinos, hornos, tahonas. El primer pósito se encontraba ubicado en la Cava Baja de San Francisco hasta el siglo XVII, hasta que en 1660 se trasladó al espacio existente entre el cruce de la calle de Alcalá con el paseo del Prado (Ocupando parte del espacio lateral que va desde el Palacio de Linares a la actual plaza de la Independencia) hasta finales del siglo XIX que fue derribado. En el que se denominaba barrio de Villanueva adyacente a la Puerta de Alcalá y en frente de las verjas del Retiro. Su construcción inicial y, posteriormente sus sucesivas ampliaciones hicieron que concurrieran los mejores arquitectos de la época.

## Historia
El objeto primordial de los pósitos era el de almacenar el grano (a la provisión de trigo se le denominaba panadeo), evitando o minimizando los periodos de carestía. Este tipo de locales permitía ofrecer a los labradores semillas para la siembra, al mismo tiempo que pan a los necesitados. Estos edificios que conformaban los pósitos se diseñaban de tal forma que estuvieran próximos a las vías de comunicación y acceso a las ciudades, lugar por donde entraba el cereal procedente de los campos de cultivo. La formación de pósitos en España se generalizó en las grandes ciudades de Castilla a lo largo del siglo XVII. Existen pósitos en el levante: Málaga, Valencia, Cartagena y Sevilla. Los pósitos fueron de dos tipos: públicos o Reales (que se denominan a veces también concejiles) se encontraban bajo la protección del Ayuntamiento de la ciudad y los privados denominados Píos (a veces arcas de la misericordia, alhóndigas, cambras). En España se encontraban ya constituidos en el siglo XVI cuando Felipe II potenció y desarrolló su progreso. De esta forma el cardenal Cisneros (actuando como Regente de Castilla) estableció los pósitos de Alcalá de Henares (1512), Toledo (1513) y Torrelaguna (1514). El cardenal Belluga treinta y dos en la provincia de Murcia. Los pósitos poseían una regulación muy controlada con el objeto de evitar abusos personales por parte de los administradores. Las instituciones de almacén de cereales continuaron en progresión durante el reinado Felipe V, coincidiendo con un periodo de bonanza en la agricultura. Durante este periodo los pósitos adquieren un valor arquitectónico preponderante.

### El Antiguo Pósito de la Villa de Madrid

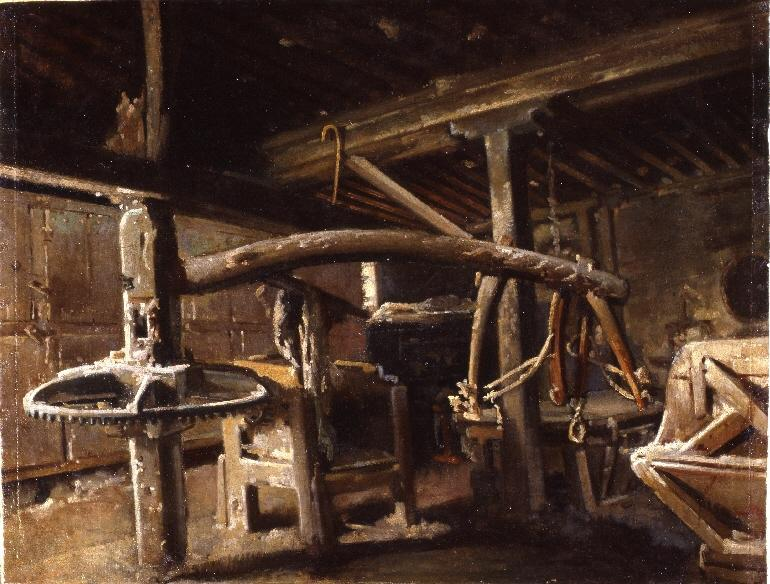
Fábrica de masa y tahona en el Pósito de Madrid, 1866, óleo sobre lienzo de Juan García Martínez, Museo de Historia de Madrid.

Desde el siglo XIV se conocían en la villa de Madrid episodios de desabastecimiento. Los Reyes Católicos intentan promulgar leyes para el control de las denominadas casas de harina. La necesidad de almacenar trigo hizo que se estableciera el pósito inicialmente a comienzos del siglo XVI en la Cava Baja de San Francisco, cerca de la Puerta Cerrada. Su administración y funcionamiento recaía en la Junta del Pósito que se regía de acuerdo con las ordenanzas de pósito. La concepción arquitectónica del pósito estaba determinada por la finalidad y funcionalidad de este tipo de construcciones. Es por esta razón por la que se ubicaban a las afueras de la ciudad junto con una entrada cercana a una vía de paso transitada. La solidez que debían presentar (capaz de soportar la presión de los almacenes de grano) hacía que se aprovechasen los anchos muros de construcciones pasadas, tal es el caso del antiguo pósito de Madrid en la Cava Baja. Bloques de piedra que respondía a volúmenes cerrados con el objeto de preservarlo de la humedad. 
Ciertamente la intervención del Estado en la administración de este, y de otros pósitos en Castilla se fue incrementando durante los siglos XVI y XVII. El pósito tenía misión de almacenamiento de grano mientras que la venta de pan, era costumbre desarrollarlas en las plazas de mercado (tal es el caso de la Plaza del arrabal) y sus soportales. Con este propósito se crea en la Plaza la denominada Casa de la Panadería, estableciendo allí desde 1619 la que será la tahona principal de la villa. El 13 de junio del mismo año 1665 la Junta del Pósito determina que se comience la obra necesaria para la construcción de los trojes de acuerdo con las trazas Juan de Lobera, en este mismo consejo decide vender la casa del Pósito ubicada en la Cava.

### El Nuevo Real Pósito
La necesidad de construir un nuevo Pósito en la Villa se ve iniciada cuando Felipe IV decide en 1664 ceder los terrenos del barrio de Villanueva (fundado a comienzos del siglo XVII), este barrio de cuarenta y dos casas con sus correspondientes panaderías. El pósito y los hornos de Villanueva era una de las zonas más concurridas a la hora de adquirir harinas. La calle de Alcalá en esta época de finales del siglo XVIII se denominaba en el tramo que va desde Plaza de Cibeles a la Plaza de la Independencia como calle del pósito. En junio de 1665 se publica la memoria de la obra del Nuevo Pósito redactada por Juan de Lobera, las obras se realizan hasta que finalizan en 1668.